# 2,4 metri
Il 2,4 metri (o 2.4mR) è una barca a vela da regata.

## Storia
Una barca a vela denominata Mini 12, nacque dopo la Coppa America nel 1980, a Newport. La classe è stata sviluppata in Svezia, sotto la guida di Peter Norlin, architetto navale, fondatore del 2,4 metri. Egli ha anche progettato l'attrezzatura specifica per la vela per i disabili, infatti la classe fa parte del programma velico dei Giochi paralimpici.

## Descrizione
La seguente formula di rating definisce la classe velica 2.4mR.
{\displaystyle R={\dfrac {L+2d-F+{\sqrt {S}}}{2.37}}}
Where (all measurements in mm)
- L = la lunghezza
- d = misura presa circa a metà imbarcazione
- F = altezza del bordo libero (la distanza dalla linea di galleggiamento al bordo superiore della barca)
- S = superficie velica totale